# أودين

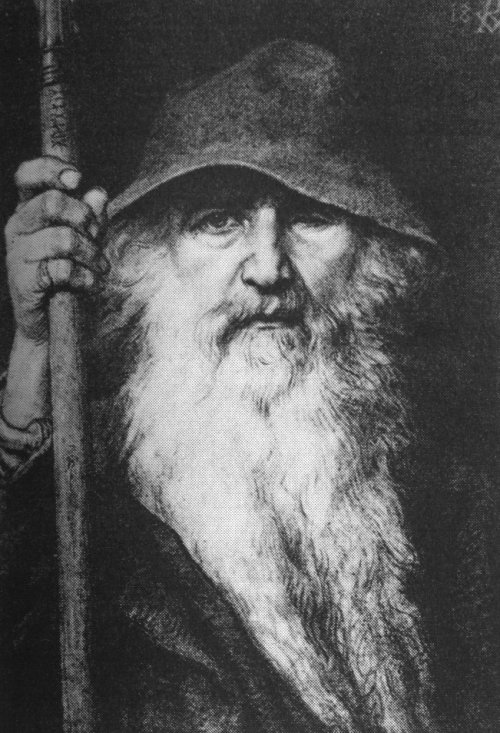
لوحة أودين المتجول لغيورغ فون روزن رسمت عام 1886

أودين أو أُوذِن (بالنرويجية القديمة: Óðinn)، كبير الآلهة في الميثولوجيا النوردية، وزعيم آلهة الآسر. يُدعى بأبي الآلهة ويشتق اسمه من كلمة تعني الحماسة، الغضب، والشعر. ككافة الآلهة النوردية، فإن اختصاصات أودين متعددة ومعقدة، فهو إله الحكمة والحرب والمعركة والموت، كما أنه من المتفق عليه كونه إلهًا للسحر، والتنبؤ، والشعر، والنصر، والصيد.
يظهر أودين كأحد الآلهة البارزة عبر التاريخ المدون لشمال أوروبا منذ الاحتلال الروماني لمناطق جرمانيا (بدءًا من قرابة القرن الثاني قبل الميلاد) مرورًا بتنقلات الشعوب إبان عصر الهجرات (من القرن الرابع إلى السادس بعد الميلاد) وعصر الفايكنغ (من القرن الثامن إلى الحادي عشر بعد الميلاد). واصل الفلكلور الريفي لأوروبا الجرمانية الاعتراف بأودين إبان الحقبة الحديثة. وتظهر الإشارة إليه في أسماء أماكن شتى المناطق التي سكنتها الشعوب الجرمانية القديمة على مر التاريخ، ويحمل يوم الأربعاء اسمه في العديد من اللغات الجرمانية، ومن ضمنها اللغة الإنجليزية.
يحتل أودين مكانةً خاصةً في النصوص الإنجليزية القديمة بوصفه شخصية يوهيمرية متوارثة من أصول ملكية، وكثيرًا ما يشار إليه بوصفه شخصيةً مؤسسةً للعديد من الشعوب الجرمانية الأخرى مثل اللومبارديين، في حين تصوره بعض المصادر النوردية القديمة كحاكم يعتلي عرش الآلهة. ويتكرر ظهور اسمه بأشكال عدة عبر السجل الجرماني، غير أن جل الروايات التي تتناول أودين توجد بالأساس في النصوص النوردية القديمة المدونة في آيسلندا، ولا سيما من القرن الثالث عشر تقريبًا، والتي تشكل السواد الأعظم من فهمنا الحديث للأساطير النوردية.
تصور النصوص النوردية القديمة أودين كسليل لكل من بستلا وبور، وله شقيقان، وهما فيلي وفي، وأنجب العديد من البنين، أشهرهم الإلهان ثور (من يورث) وبالدر (من فريغ). يُعرف بمئات الأسماء. وغالبًا ما يُصور أودين في هيئة إله أحادي العين، طويل اللحية، ملوحًا برمحه غونغنير، أو يظهر متخفيًا مرتديًا عباءةً وقبعةً عريضةً. وترافقه حيواناته المألوفة في معظم الأحيان -الذئبان جيري وفريكي، والغرابان هوغين ومونين، اللذان ينقلان له الأخبار من شتى أصقاع ميدغارد- ويمتطي جواده الطائر ثماني الأرجل، سليبنير، عبر السماء ويدخل به العالم السفلي. في هذه النصوص، كثيرًا ما يسعى أودين إلى بلوغ معرفة أعمق، والمثال الأشهر على ذلك هو حصوله على شراب بتع الشِعر، وكان يدخل في رهانات مع زوجته فريغ حول مآلات مساعيه. كذلك شارك أودين في خلق العالم عبر ذبحه الكائن البدائي يمير، ومنحه الحياة لأول بشريين، ألا وهما أسك وإمبلا، وهو من وهب البشر معرفة الكتابة الرونية والشعر، مجسدًا بذلك جوانب من شخصية البطل الثقافي، وهو على ارتباط خاص بعيد يول.
كذلك اقترن اسم أودين بالفالكيري، وهن عذارى المعارك الإلهية، ويشرف على الفالهالا، التي يستقبل فيها نصف من يسقطون قتلى في المعارك، والمعروفين باسم الإينهيريار، في حين يُرسَل النصف الآخر إلى الفولكفانغر التي تحكمه الإلهة فريا. ويستشير أودين الرأس المقطوع والمحنط بالأعشاب للحكيم ميمير، الذي ينبئه باندثار راغناروك، ويحثه على قيادة الإينهيريار إلى المعركة قبل أن يلتهمه الذئب العملاق فنرير. أحيانًا يأتي الفلكلور اللاحق على ذكر أودين بوصفه قائدًا في الصيد البري، وهو موكب شبحي للموتى يجوب سماء الشتاء. ويقترن اسمه بالتعاويذ وضروب السحر الأخرى، ولا سيما في النصوص الإنجليزية القديمة والنوردية القديمة.
كانت شخصية أودين محط اهتمام الدراسات الجرمانية مرارًا، وقد تقدم الباحثون بالعديد من النظريات حول تطوره. ينصب تركيز بعضها على علاقة أودين الخاصة بشخصيات أخرى؛ فعلى سبيل المثال، يبدو أن أوثر، وهو زوج فريا، يمثل تجاذرًا تأثيليًا من الإله أودين، في حين أن زوجته فريغ تتشابه مع فريا في جوانب عديدة، وثمة صلة خاصة تربط ما بين أودين ولوكي. تركز مقاربات أخرى على موقع أودين في السجل التاريخي، فهي تستكشف ما إذا كان أودين مستمدًا من الأساطير الهندية الأوروبية البدائية، أم أن ظهر لاحقًا في المجتمع الجرماني. أما في العصور الحديثة، فقد مثل أودين مصدر إلهام للعديد من الأعمال الشعرية والموسيقية وغيرها من أشكال التعبير الثقافي. ويُبجل مع الآلهة الجرمانية الأخرى في معظم أشكال الهيثانية، وهي حركة دينية جديدة، إذ تركز بعض فرقها عليه بصورة خاصة.

## السجل الأثري
تظهر على العديد من القطع إشارات إلى أودين أو تصويرات له. تحمل القطع النقدية الذهبية العائدة إلى عصر الهجرات (القرنين الخامس والسادس للميلاد) من الأنواع (أ، ب، ج) أشكال بشرية تمتطي الخيل وتمسك برمح، وتكون محاطةً بطائر أو اثنين. وقد تمخض عن وجود هذه الطيور تحديد الهوية الأيقونية لهذا الشكل البشري على أنه الإله أودين، وبرفقته غرابيه هوغين ومونين. ومثلما جاء في إيدا النثرية حول وصف الغربان، فقد صُور الطائر عند أذن الإنسان تارةً أو عند أذن الحصان تارةً أخرى. وقد اكتشفت هذه القطع النقدية في كل من الدنمارك، والسويد، والنرويج، وبأعداد أقل في إنجلترا والمناطق الواقعة جنوبي الدنمارك.
ذكر عالم الدراسات الجرمانية النمساوي رودولف سيمك أن هذه القطع النقدية قد تمثل تصويرًا لأودين وغرابيه وهما يعالجان حصانًا، مما قد يدل على أن الطائران لم يكونا مجرد رفقاء في ساحة المعركة وحسب، بل كانا أيضًا «مساعدا أودين في وظيفته البيطرية».
أما صفائح الخوذ العائدة إلى فترة فيندل (القرن السادس أو السابع للميلاد)، فقد عثر عليها في أحد القبور في السويد، وتظهر شخصًا يعتمر خوذةً، ويمسك برمح ودرع أثناء امتطائه الخيل، وهو محاط بطائرين. وقد فسرت على أنها تمثل أودين وبرفقته طائريه، وهما غرابان.
يظهر على اثنين من الشواهد الحجرية المصورة العائدة إلى القرن الثامن، والتي اكتشفت في جزيرة غوتلاند بالسويد، خيول لها ثمانية أرجل، يعتقد معظم الباحثون أنها تصور سليبنير ألا وهما: شاهد تيانغفيده التصويري، وشاهد أندريه الثامن التصويري. يُظهر كلا الحجرين فارسًا يمتطي جوادًا ذي ثمانية أرجل، إذ يراه بعض الباحثون على أنه أودين نفسه. ويوجد فوق الفارس على شاهد تيانغفيده شكل أفقي يحمل رمحًا، ويحتمل أن يكون من الفالكيري، وشكل أنثوي يحيي الفارس بكأس. وقد فسِر هذا المشهد على أنه تصوير لفارس يصل إلى عالم الموتى.

## التأثير الحديث
شكل الإله أودين مصدر إلهام للفنانين العاملين في مجالات الفنون الجميلة والأدب والموسيقى. تشمل تجسيداته في مجال الفنون الجميلة خلال الحقبة الحديثة العمل المرسوم بالقلم والحبر «أودين يبني سيغتونا» (1812)، والرسم التقريبي «الملك غيلفي يستقبل أودين عند وصوله إلى السويد» (1816) بقلم بير هوربيرغ، ونقش «لقاء أودين مع غيلفي» (1818) المحفور على قرن الشرب، والتمثال الرخامي «أودين» (1830)، والتمثال النصفي الضخم «أودين» من نحت بينغت إيرلاند فوغلبرغ، وتمثالا أودين (1812/1822) وأودين (1824/1825) من نحت هيرمان إرنست فروند، وزخرفة السغرافيتو فوق مدخل فيلا فانفريد في مدينة بايرويت (1874) للفنان ر. كراوسه، ولوحة «أودين» (نحو عام 1880) بريشة إدوارد بورن جونز، ورسم «ثور وماغني» (1883) بقلم ك. إرنبرغ، والتمثال الرخامي «وودان» (نحو عام 1887) من نحت إتش. ناتر، واللوحة الزيتية «أودين وبرونهيلده» (1890) بريشة كونراد ديليتز، والرسم الوصفي «أودين إلهًا للحرب» (1896) بقلم هانز توما، ولوحة «أودين وفنريس» (نحو عام 1900) بريشة دوروثي هاردي، واللوحة الزيتية «فوتان وبرونهيلده» (1914) بريشة كولومان موزر، ولوحة «الطريق إلى فالهال» بريشة إس. نيلسون، والنقش الخشبي البارز في قاعة مدينة أوسلو «أودين ومايم» (1938)، والنقش الخشبي الملون في فناء قاعة مدينة أوسلو «أودين ممتطيًا سليبنير» (1945-1950) من نحت داغفن فيرنشولد، والنقش البرونزي البارز على أبواب المتحف السويدي للآثار «أودين» (1950) من نحت برور ماركلوند.

## اقرأ أيضا
- ملك أحذية الثلج والصيد والقوس والدرع.
- البيرسيركيين (المحاربون الهائجون )